# Cheumatopsyche calawagana
Cheumatopsyche calawagana là một loài Trichoptera thuộc họ Hydropsychidae. Chúng phân bố ở miền Ấn Độ - Mã Lai.